# T. Neville & Company
T. Neville & Company war ein US-amerikanischer Hersteller von Fahrzeugen. Eine andere Quelle gibt T. Neville Carriage Works an.

## Unternehmensgeschichte
Thomas Neville gründete 1883 das Unternehmen in Oshkosh in Wisconsin. Hauptsächlich stellte er Kutschen her. Der Mitarbeiter Harry Thayer verließ 1907 das Unternehmen und gründete später die Marinette Automobile Company. Zwischen 1908 und 1914 fertigte Neville auch Automobile. Der Markenname lautete Neville. Darüber hinaus wird Fahrzeugreparatur und Karosseriebau genannt. Etwa 1925 wurde das Unternehmen aufgelöst.

## Produkte
Neville stellte Limousinen- und Roadster-Karosserien her.